# Rinorea sclerocarpa
Rinorea sclerocarpa (Burgersd.) Melch. – gatunek roślin z rodziny fiołkowatych (Violaceae). Występuje naturalnie w Tajlandii, Malezji oraz Indonezji (na Sumatrze). 

## Morfologia
PokrójZimozielone drzewo lub krzew. Dorastające do 1–5 m wysokości.
LiścieBlaszka liściowa jest nieco skórzasta i ma eliptyczny lub eliptycznie lancetowaty kształt. Mierzy 13–25 cm długości oraz 2–9 cm szerokości, jest karbowana lub ząbkowana na brzegu, ma zbiegającą po ogonku nasadę i spiczasty wierzchołek. Przylistki są trójkątne i osiągają 4–7 mm długości. Ogonek liściowy jest nagi i ma 5–12 mm długości.
KwiatyZebrane w gronach o długości 2–5 cm, wyrastają z kątów pędów. Mają działki kielicha o okrągławym kształcie i dorastające do 2–3 mm długości. Płatki są owalnie podługowate, mają białą barwę oraz 3–4 mm długości.
OwoceTorebki mierzące 20-33 mm średnicy, o niemal kulistym kształcie.

## Biologia i ekologia
Rośnie w lasach oraz na brzegach cieków wodnych. Występuje na wysokości do 1000 m n.p.m.